# 莱布雷瑟
莱布雷瑟（法語：Les Bréseux，法語發音：[le bʁezø]）是法国杜省的一个市镇，属于蒙贝利亚尔区。

## 地理
莱布雷瑟（47°16'21"N, 6°48'37"E）面积7.37 平方千米，位于法国勃艮第-弗朗什-孔泰大區杜省，该省份为法国东部内陆省份，北起上索恩省，西接汝拉省，东部及东南部与瑞士接壤，东北部与贝尔福地区省接壤。
与莱布雷瑟接壤的市镇（或旧市镇、城区）包括：圣伊波利特、弗勒雷、奥尔让-布朗什方丹、芒斯南利泽尔讷、迈什、蒂耶布昂、蒙唐东。

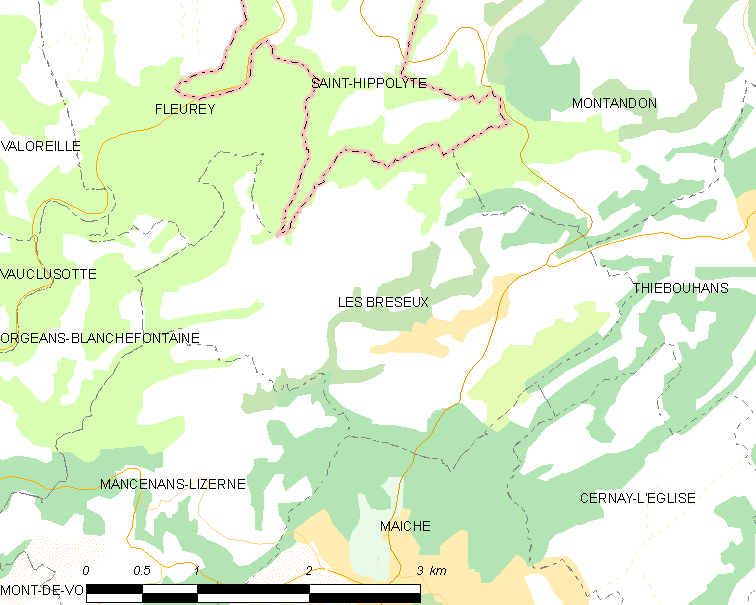
莱布雷瑟的OSM定位图

莱布雷瑟的时区为UTC+01:00、UTC+02:00（夏令时）。

## 行政
莱布雷瑟的邮政编码为25120，INSEE市镇编码为25091。

## 政治
莱布雷瑟所属的省级选区为迈什县。

## 人口

1962-2008年间莱布雷瑟人口变化图示

莱布雷瑟于2022年1月1日时的人口数量为487人。